# 愛することを学ぶのに
「愛することを学ぶのに」（あいすることをまなぶのに）は、1988年11月1日に発売された、やしきたかじんの16枚目のシングル。

## 解説
「未練〜STILL〜」から7ヶ月、新曲としては1年3ヶ月振りのシングル。アルバム「The Vocal」収録ヴァージョンはシングルと編曲が異なる。

## 収録曲
- 両楽曲共に、編曲：川村栄二

1. 愛することを学ぶのに [04:48]
作詞：来生えつこ、作曲：来生たかお
2. 順子 [05:19]
作詞・作曲：鹿紋太郎